# St. Libory (Nebraska)
St. Libory è un census-designated place (CDP) degli Stati Uniti d'America, situato nello stato del Nebraska, nella contea di Howard.